# Gaudenty z Novary
Gaudenty z Novary (wł. Gaudenzio di Novara, ur. 327 w Ivrei, zm. 22 stycznia 418 w Novarze) – pierwszy biskup Novary, święty Kościoła katolickiego. Jego wspomnienie liturgiczne wypada 22 stycznia.

## Życiorys
Gaudenty urodził się w Ivrei, w rodzinie pogańskiej. W rodzinnym mieście rozpoczął swoją drogę do chrześcijaństwa, która zakończyła się w Vercelli, u boku Euzebiusza, pierwszego biskupa w Piemoncie. Według niektórych, właśnie w Vercelli Gaudenzio przyjął święcenia kapłańskie. Biskup Euzebiusz wysłał go wkrótce do Novary, do pomocy księdzu Lorenzo, który samotnie głosił ewangelię na ciągle jeszcze pogańskim terenie. Był to wówczas okres szerzenia się arianizmu, którego zwolennicy zaprzeczali boskiej naturze Chrystusa, ciesząc się poparciem cesarza Konstancjusza II. Po synodzie w Mediolanie w 355 roku Konstancjusz II skazał na wygnanie biskupa Atanazego Wielkiego i kilku jego zwolenników, w tym Euzebiusza, do którego potajemnie dołączył Gaudenty. Wkrótce jednak, z nakazu Euzebiusza, powrócił do Włoch, by kontynuować swoje nauczanie, zwłaszcza w Novarze, gdzie zamordowano księdza Lorenza. Zajął jego miejsce, popierany przez nowego przyjaciela, Ambrożego, biskupa Mediolanu. W 398 roku Gaudenty został konsekrowany przez następcę Ambrożego, Symplicjana na biskupa Novary, którą to funkcję pełnił przez dwadzieścia lat, umacniając chrześcijaństwo i kształcąc uczniów aspirujących do kapłaństwa. Wkrótce po jego śmierci rozniosły się pogłoski o jego cudach czynionych mocą modlitwy.
Relikwie świętego znajdują się w Novarze w bazylice pod jego wezwaniem będącej najwyższym kościołem Włoch.